# Новоселки (Некоузский район)
Новоселки — деревня в составе Волжского сельского поселения Некоузского района Ярославской области России.

## География
Деревня расположена в полутора километрах к югу от железнодорожной станции Шестихино.

## История
Ранее деревня Ново-Никольской волости Мышкинского уезда Ярославской губернии.